# سفارة آيسلندا في فرنسا
سفارة آيسلندا في فرنسا هي أرفع تمثيل دبلوماسي لدولة آيسلندا لدى فرنسا. تقع السفارة في باريس وهي تهدف لتعزيز المصالح الآيسلندية في فرنسا.

## وصلات خارجية
- الموقع الرسمي
- قائمة سفارات آيسلندا
- قائمة السفارات في فرنسا